# Acuario hospital
En acuariofilia se denomina acuario hospital a un acuario de unos 40 litros de agua donde se colocarán, provisoriamente, peces enfermos. Este pequeño acuario debe tenerse preparado cuando el acuarista mantiene un estanque de dimensiones más o menos importante, ya que, en el caso de que tenga uno o más ejemplares que hayan contraído alguna enfermedad, no sea necesario medicar a todo el conjunto.

## Razones de su preparación
Las principales razones para crear un acuario hospital, son las siguientes:
- Hay peces que son más sensibles que otros a determinados medicamentos, por lo que sería impensable medicar un acuario con veinte ejemplares solo porque uno o dos están enfermos.
- La gran mayoría de las enfermedades de peces tropicales son contagiosas.
- Muchos medicamentos matan a las bacterias llamadas nitrificantes, tan necesarias para el equilibrio biológico del acuario, y por ende la salud de los peces se vería afectada innecesariamente.
- En general, los peces sanos tienden a atacar y molestar a los enfermos, debiendo soportar estos últimos, un permanente hostigamiento por parte de los otros inquilinos del recipiente.
- Sirve para aislar y por lo tanto tener una mejor observación de los peces con su salud deteriorada.

Claro que este medio, será totalmente distinto al del acuario comunitario, ya que la temperatura, dureza, y grado de ph deberán ser acordes al tratamiento específico de la enfermedad en cuestión. Si está oscurecido: mejor. No colocar placas en el fondo. Instalar adecuadamente un calefactor con termómetro.  Demás está aclarar que se deberán tener a mano los medicamentos más usuales para los tratamientos a llevar a cabo según la enfermedad que se trate.

## Medicamentos
Algunos de los medicamentos más usados en acuariofiloa son:
1. Azul de Metileno
2. Verde de Malaquita
3. Formalina
4. Metropinato
5. Tripaflavina
6. Formol
7. Antibióticos varios